# شاهینیان
شاهینیان (به لاتین: Falconinae) زیرخانواده‌ای از پرندگان شکاری شاهینان است که شامل ۴۴ گونه در سه سرده است. این زیرخانواده شامل Microhierax (شاهینک‌ها)، Polihierax (شاهین‌های کوتوله) و Falco (شاهین‌ها) است. داده‌های مولکولی از سال ۲۰۱۵ در گروه‌بندی این سرده‌ها پشتیبانی می‌شوند، به طوری که Polihierax نسبت به Falco پیراتبار است. زیرخانوادهٔ شاهینیان و آرایه خواهر آنها، کاراکارایان Polyborinae، حدود ۳۰٫۲ میلیون سال پیش در عصر الیگوسن از Herpetotherinae جدا شدند. شاهینیان حدود ۲۰ میلیون سال پیش در عصر میوسن از کاراکارایان جدا شدند.